# Le Mans fait son cirque
Le festival Le Mans fait son Cirque est un festival annuel de cirque fondé en 2001 au Mans, dans le département de la Sarthe. Il a lieu durant la dernière semaine du mois de juin.

## Présentation
Le festival est organisé par la Ville du Mans avec le soutien de la Région Pays de la Loire et du Département de la Sarthe. Au village du cirque avec une large programmation de spectacles s’ajoute, une année sur deux, la grande parade qui défile en centre-ville.

### Liens externes

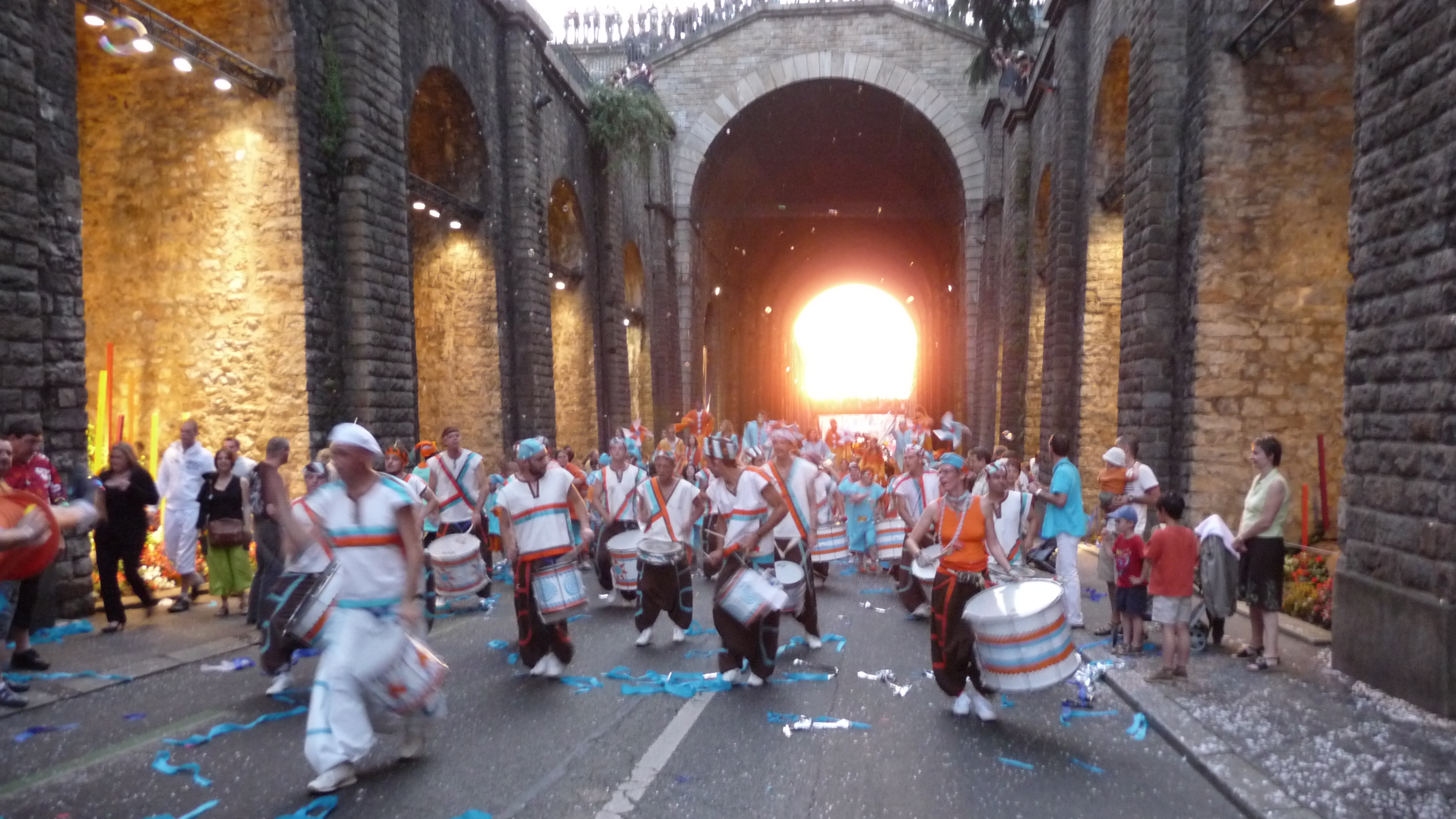
Parade Le Mans fait son cirque 2009